# Volta Ciclística Internacional do Paraná
Die Volta Ciclística Internacional do Paraná (dt. Internationale Paraná-Radrundfahrt) ist ein brasilianisches Straßen-Radrennen.
Das Etappenrennen wurde erstmals 2004 im Bundesstaat Paraná ausgetragen und war zunächst von der UCI in die Kategorie 2.5 eingeteilt. Mit der Einführung der UCI America Tour wurde das Rennen 2005 Bestandteil der Serie und wurde dort in die Kategorie 2.2 eingestuft. 2008 gehörte das Rennen kurzzeitig nicht zur America Tour, kehrte ein Jahr später aber erneut in den Kalender zurück.

## Siegerliste
- 2015  Rodrigo Araújo
- 2014  Carlos Manarelli

- 2010  Marco Arriagada
- 2009  Raul Cançado
- 2008  Renato dos Santos Aparecido
- 2007  Renato Seabra
- 2006  Márcio May
- 2005  Mauricio Morandi
- 2004  Soelito Gohr